# Red Eagle (lutador)
Tiago Miguel Milheiro (Lisboa, 24 de Junho de 1991), conhecido pelo nome de ringue Red Eagle, é um lutador e treinador português de wrestling profissional. Red Eagle foi treinador na Al Snow's Wrestling Academy e actualmente é lutador e treinador no Centro de Treinos de Wrestling.

## Biografia
Nasceu em Lisboa, e em pequeno viu pela primeira vez wrestling na televisão, o World Championship Wrestling, mas é aos 14 anos que começa a assistir aos campeonatos da WWE no canal de televisão SIC Radical, que o motivaram a aprender wrestling. Em 2007 adoptou o nome de ringue Red Eagle e começou a usar máscara como as de Lucha libre.
Aparece no programa Duplo Impacto da Sic Radical, e é então contactado pela National Wrestling Revolution (NWR), uma companhia de wrestling que treinava em Alvalade, no Estádio José Alvalade, com quem começa a treinar.

## Carreira no wrestling

### Associação Portuguesa de Wrestling (2007 - 2013)
Red Eagle começou a carreira profissional treinando na academia da Associação Portuguesa de Wrestling (APW) em Lisboa. Fez a sua estreia em 2007 num combate contra o lutador Jimmy Best.
Em 2009, foi eleito lutador do ano pelos fãs. 
Red Eagle participou na Taça Tarzan Taborda 2011, sendo eliminado do torneio por Pappa G.
No Campeonato Europeu 2012 em Coimbra, teve uma oportunidade pelo Campeonato Nacional da APW, sendo infelizmente derrotado pelo campeão, David Francisco.
Depois de uma lesão grave no braço em Abril de 2012, regressou à APW em 2013. Neste Ano, Red Eagle nunca foi derrotado.
No evento APW Poder ou Glória venceu o lutador Ricky Santos.
No evento APW Dominação venceu o Vyper.
No verão de 2013, a APW perguntou aos fãs no seu Facebook oficial quem merecia ser o próximo contentor pelo Campeonato Nacional da APW. O Red Eagle foi escolhido e recebeu a sua oportunidade  contra o campeão Arte-Gore no primeiro dia da Taça Tarzan Taborda deste ano. O combate acabou sem vencedor depois de uma intervenção da Ordem Fantástica (David Francisco e Ramón Vegas).

### Centro de Treinos de Wrestling (2009 - Presente)
Em 2009 Red Eagle fundou a escola e promotora de Wrestling portuguesa Centro de Treinos de Wrestling - CTW, sediada na Ajuda em Lisboa.
No dia 15/06/2013 o CTW realizou o seu primeiro show, o CTW Luta Pela Solidariedade, em Lisboa. Red Eagle participou num combate de equipas, fazendo equipa com Chakara contra Giovanni Milano e Ho Ho Lun (com Nelson Pereira como Manager). Read Eagle saiu vencedor deste combate. Em Fevereiro de 2017, Red Eagle derrotou Pete Dunne (atleta do NXT e finalista do WWE UK Championship Tournament) e Leo Rossi  num Triple Threat Match, no Show CTW - Estrada do Sucesso. Este foi um dos maiores shows que o CTW produziu, conseguindo encher a sala, contando com mais de 180 espectadores.
Desde então Red Eagle tem realizado combates pelo CTW, contando com mais de 50 combates por esta promotora, que se mantém activa até aos dias de hoje, com treinos, seminários e shows regulares.

### World Stars of Wrestling (2009 - 2010)
Entre 2009 e 2010, Red Eagle participou regularmente nos eventos ao vivo da WSW e no seu programa de televisão onde teve uma rivalidade contra "Gracious" Gabriel DeRose. 
Num dos programas também teve uma oportunidade pelo Campeonato Nacional da APW contra o campeão Juan Casanova.

### Empresas Internacionais (2011 - presente)
Em Novembro 2011, fez o seu primeiro combate em França pela empresa EWLC. Teve uma oportunidade pelo título Europeu na sua primeira noite mais foi infelizmente derrotado pelo campeão Tom Travis.
No evento EWLC Showdown 18 ele o o lutador Jimmy Scorpio derrotaram Khan e The Skull no evento principal da noite. 
No Evento EWLC Showdown 19 dia 28 Abril de 2012, defrontou The Skull em uma luta individual e foi derrotado. Neste combate, lesionou-se no braço, sendo obrigado a ficar fora do ringue durante 7 meses.
Dia 19 de Novembro de 2012, Red Eagle regressou ao ringue num evento da Dutch Pro Wrestling na Holanda. Defrontou o lutador Tengkwa.
Em 2013, participou em dois "tours" do Reino Unido, lutando em eventos da 4 Front Wrestling, Pro Wrestling Live, Extreme American Wrestling, Welsh Wrestling e Iron Fist Wrestling. Nestes tours também teve a oportunidade de treinar com grande estrelas do desporto como Dick Togo e Ultimo Dragon.
Dia 26 de Maio de 2013, participou no seu primeiro combate em Espanha num evento da Pro Wrestling Zero-1 Spain.
Dia 8 de Novembro de 2013, participou no primeiro evento de Wrestling fora da Europa, no Dubai, na DWE - Dubai Wrestling Entertainment onde foi derrotado pelo lutador holandês Kenzo Richards.
Em 2014 Red Eagle participou em sete combates internacionais. Lutou nas promotoras Revolution Championship Wrestling, Pro Wrestling Pride, Extreme American Wrestling, Ironfist Wrestlinge World Pro Wrestling. De destacar o combate de dia 08 de Fevereiro de 2014, onde Red Eagle lutou na semi-final para o título da Revolution Championship Wrestling contra Noam Dar, onde saiu derrotado.
Em 2015 Red Eagle participou em dez combates internacionais, nas seguintes promotoras: Plex Wrestling, Pro Wrestling Live, Pro-Wrestling Euskadi, United Kingdom Pro Wrestling, Pro Wrestling Pride e TNT Extreme Wrestling.
Pela Pro-Wrestling Euskadi, em Bilbao, Red Eagle defrontou La Pulga, na época campeão da Revolution Championship Wrestling.
Em 2016 Red Eagle deslocou-se a Inglaterra por três ocasiões, realizando um total de sete combates pela Pro Wrestling Pride. 
Em 2017 Red Eagle continua a sua gloriosa caminhada internacional, mantendo-se activo pelo CTW e tendo 6 combates fora de Portugal, incluindo o seu primeiro combate nos Estados Unidos da América, na Pensilvânia, num evento promovido pela Powerbomb.tv. Contou ainda com combates na Pro Wrestling Live, Chikara (torneio 2017 Rey de Voladores realizado em Inglaterra) e APC.
Ainda em destaque de 2017, de referir que Red Eagle ganhou aqui o seu primeiro título, no dia 25/06/2017, onde se tornou PWL Great British champion ao derrotar Rhys Mason, em Bliston, Inglaterra. Este foi o seu primeiro e mais curto reinado, pois perdeu o título no dia 29/08/2017 contra Andry Hendrix, seu eterno rival.
Em 2018 Red Eagle fez a sua estreia no Japão, tendo duas deslocações em Junho e Outubro. Por lá lutou na Heat Up, Kanda Pro Wrestling e particiou numa Battle Royal na All Japan Pro Wrestling.
Ainda em 2018, voltou à PWL Great British e à APC e fez a sua extreia pela Rings Of Europe e Quality Wrestling Entertainment.
Em 2019 regressou aos Estados Unidos da América para participar no Family Reunion, parte do The Collective em Nova Jérsia.
Em 2023 participou no Season's Beatings do SOS Wrestling, em Colchester.

## Títulos Pro-Wrestling.

### Pro Wrestling Live (PWL)
- PWL Great British Championship (1 vez)
- PWL Black Country Championship (1 vez)

### Centro de Treinos de Wrestling (CTW)
- Pro Wrestling European Championship (3 vezes)

### S.O.S. Wrestling
- SOS British Champion (1 vez)

### Norhtern Ireland Pro Wrestling
- NXG Jr. Heavyweight Champion (1 vez)

## No wrestling
- Movimento de finalização
  - Shiranui (Sliced Bread)

- Movimentos secundários 
  - Running Uppercut
  - Backdrop Suplex
  - Flying Neckbreaker
  - Asai Moonsault
  - Sick Kick
  - Eagle Combo (2 jabs, 1 jab rotativo, pontapé rotativo)
- Alcunhas
  - O Lutador que leva o Benfica no coração
  - The Portuguese Sensation (A Sensação Portuguesa)
  - The Masked Technical Wrestler

- Temas de Entrada
  - "All Night Flying" por Ibéria